# Tarxien
Ħal Tarxien Málta egyik helyi tanácsa és községe az ország központi részén. Lakossága 7608 fő. A település neve talán a tirix szóból származik, amely nagy követ jelent.

## Története

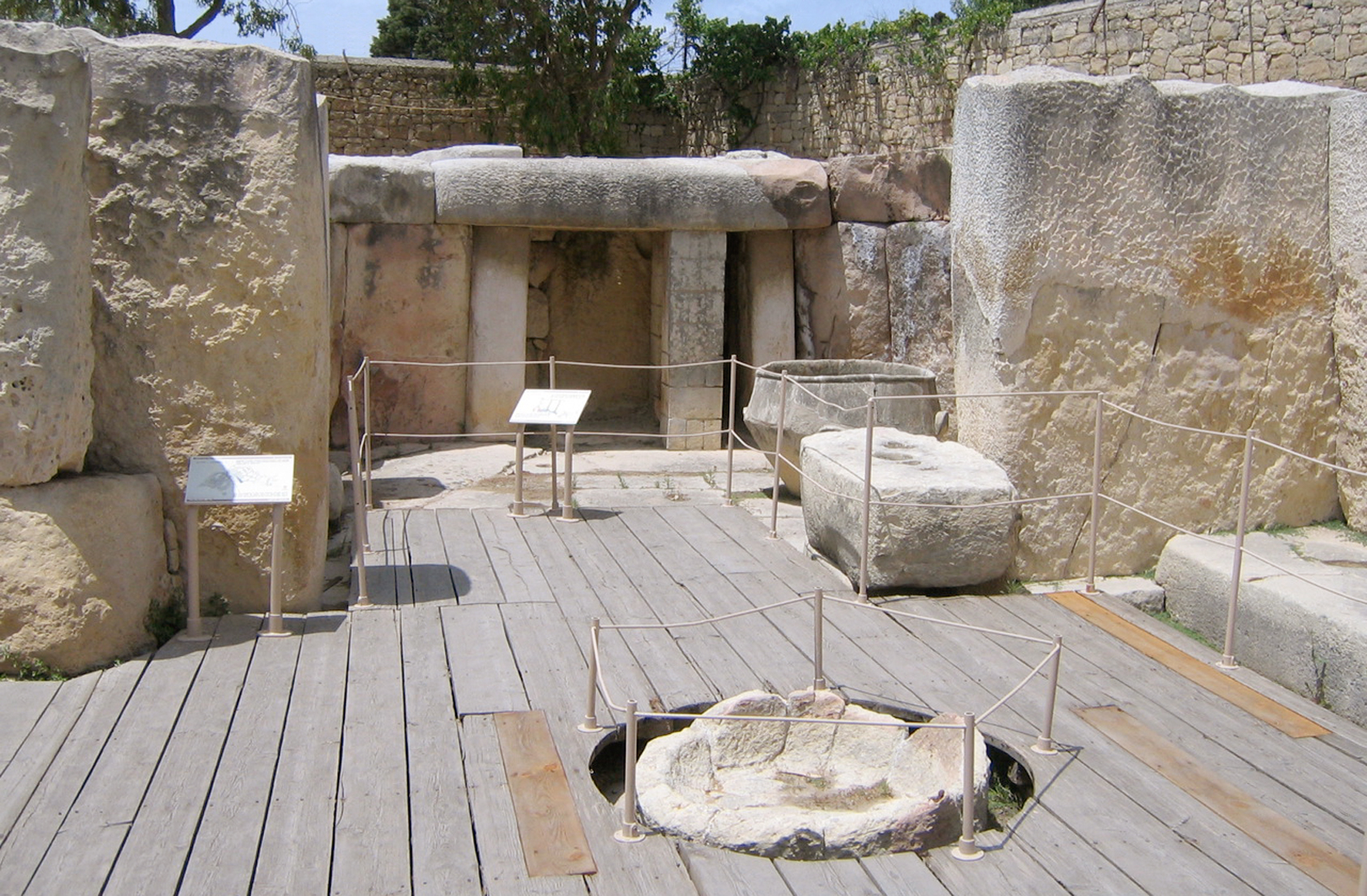
A nagy templom belsejében

A település első emlékei a viszonylag jó állapotban fennmaradt megalitikus templomok, amelyeknek építési fázisát Tarxienről nevezték el. Az első kb. Kr. e. 3100 körül épült.
A terület nagyrészt lakott maradt egészen napjainkig. Az Angyali üdvözlet-kápolnát 1592. május 23-án emelték plébánia rangjára. Brichelot és Bremond 1718-as térképén C(asal) Tarsien néven szerepel.
A 20. században több község vált függetlenné tőle: 1910-ben Raħal Ġdid, 1965-ben Fgura, 1969-ben pedig Santa Luċija is önálló egyházközség lett. 1994 óta Málta egyik helyi tanácsa.

## Tarxien ma
A forró nyári hónapokban sokan mennek hosszabb-rövidebb időre a tengerpartra, így előfordul, hogy a város lakossága a kétharmadára csökken.

## Önkormányzata
Tarxient héttagú helyi tanács irányítja. A jelenlegi, hetedik tanács 2013 márciusában lépett hivatalba, 5 munkáspárti és 2 nemzeti párti képviselőből áll.
Polgármesterei:
- Anthony Busuttil (1994-2000)
- Paul Farruġia (Munkáspárt, 2000-)

## Nevezetességei

### Megalitikus templomok

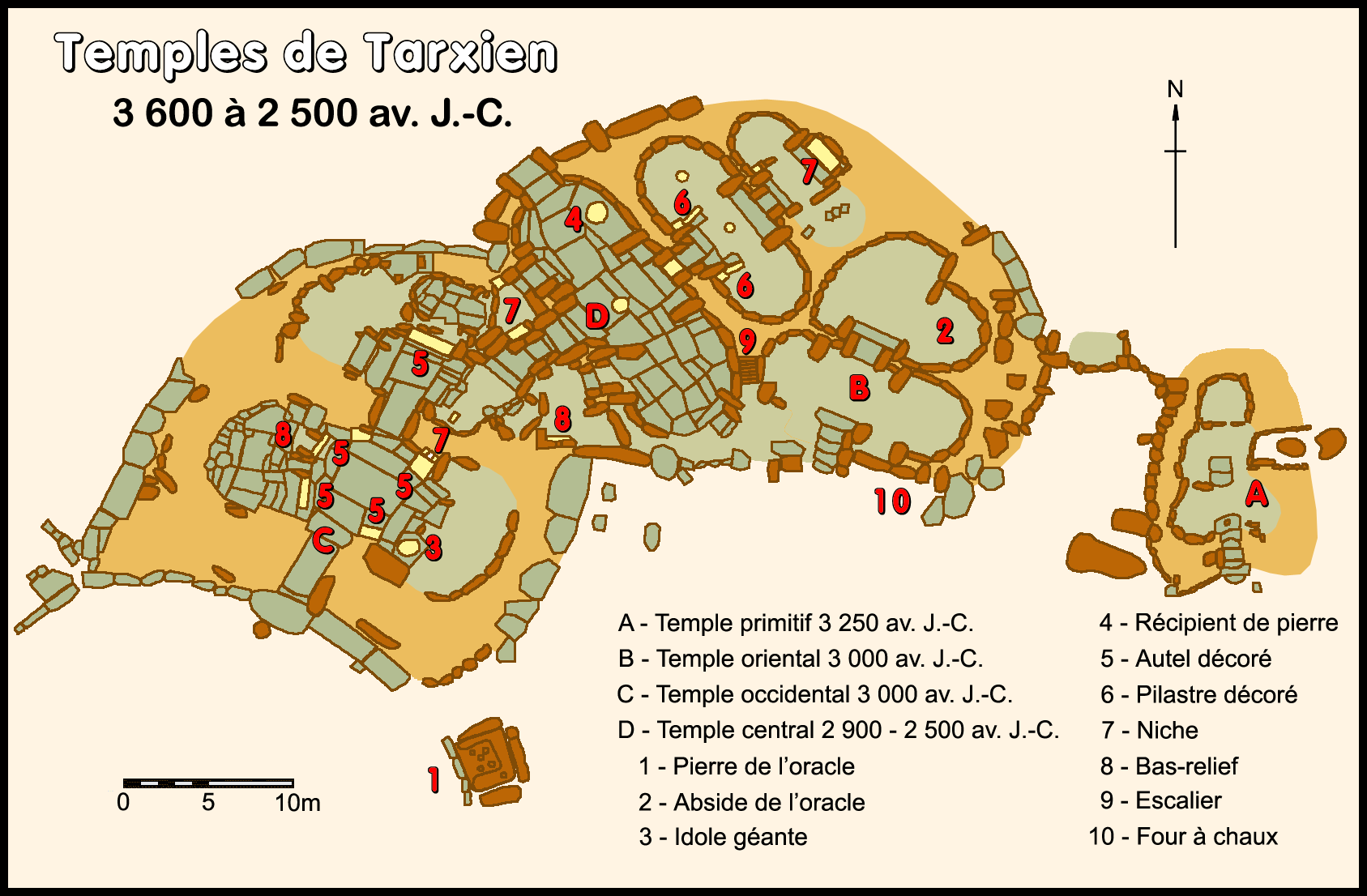
A templomok alaprajza

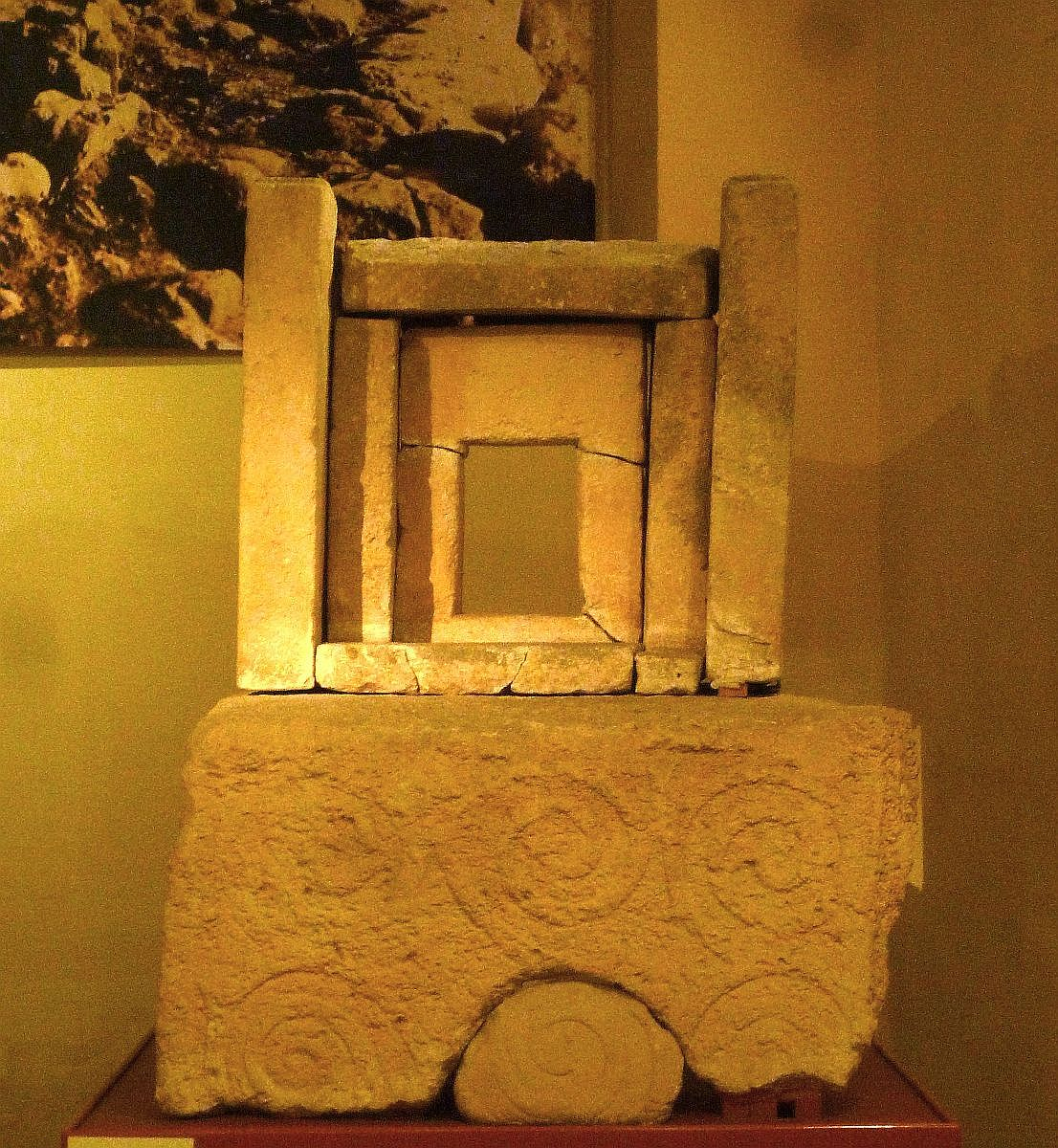
A templom egyik oltára a vallettai Régészeti Múzeumban

A város határában feltárt újkőkorszaki romok az egyik legkomplexebb templom maradványai. A nagy templomkomplexum Kr. e. 3100 és 2500 között épült. A templomépítés egy második, fejlettebb szakaszához tartoznak, amelyet ezekről a templomokról neveztek el Tarxien-szakasznak.
A három templom jó állapotban maradt fenn, az alaprajz zavarosságát mindössze az okozza, hogy az utolsó, harmadik templomot a két korábbi közé építették, mindkettőbe belevágva. A két régebbi templom a hagyományos 5 ívzáródásos alaprajzzal rendelkezik, a harmadik azonban 6 ívzáródásos (3-3 apszis mindkét oldalon), a végében pedig csak egy oltár áll. A keleti oldalon egy negyedik templom alapjait is felfedezték, ennek azonban csak két oldalsó apszisát sikerült feltárni, a többi a környező épületek alatt van.
A templomokból (amelyek mind közül a leggazdagabban díszítettek) a falakon kívül finoman kimunkált cserepek, szobrok - köztük az istenanya hatalmas szobortöredéke - kerültek elő, a falakat frízek, reliefek díszítik, leggyakoribbak az állatalakok és spirális motívumok. A mozdítható töredékeket ma a vallettai Régészeti Múzeumban őrzik, az istenanya szobrának másolata azonban a helyén áll.
A templomokat 1914-ben fedezte fel egy helyi földműves. A közeli Hipogeum felfedezése után kihívta a Régészeti Múzeum igazgatóját, Sir Temistochles Zammitot, aki az első ásatásokat lefolytatta. Az újabb ásatásokra és helyreállítási munkákra azonban egészen 1956-ig kellett várni. A templomok 1992 óta az UNESCO Málta megalitikus templomai világörökségi helyszínének részét képezik. 2010-ben megkezdődik a templomok karbantartása, amelynek keretében sátortetőt építenek a templomok fölé, hogy a naptól és az esőtől megóvja.

### Egyéb nevezetességei
- Angyali üdvözlet-plébániatemplom (Marija Annunżjata, Annunciation)
- Szűz Mária-templom: 1729 és 1737 között épült
- Krisztus feltámadása-templom: Ta' l-Erwieħ (a lelkek temploma) néven is ismerik, mivel a régi temető közepén áll
- Tad-Dejma kereszt: az önkéntesekből álló milícia[5] rendszeresen itt találkozott. A ma látható kereszt másolat.

## Kultúra
Band clubja az Għaqda Mużikali Marija Annunżjata
Egyesületei:
- Madonna tad-Duttrina Social Club
- St.John’s Ambulance Brigade

Egyházi szervezetei:
- Ażżjoni Circolo San Ġwann Bosco
- Katolikus Akció
- Mária Légió
- Tarxien Scouts Group

## Sport
Sportegyesületei:
- Boccia: Tarxien Boċċi Club
- Labdarúgás: Tarxien Rainbows Football Club: a máltai élvonal középmezőnyéhez tartozik

## Közlekedés
Autóval bárhonnan gyorsan elérhető.
Autóbusszal:
- Valletta felől: 8, 11, 27, 28, 29, 30
- Egyetem felől: 110 (Birżebbuġa felé)
- Buġibba-Marsaxlokk: 427, 627